# Vélodrome de Manchester
 (avril 2025).
Si vous disposez d'ouvrages ou d'articles de référence ou si vous connaissez des sites web de qualité traitant du thème abordé ici, merci de compléter l'article en donnant les références utiles à sa vérifiabilité et en les liant à la section « Notes et références ».
Le vélodrome de Manchester est un vélodrome situé à Manchester, en Angleterre.

## Histoire
Inauguré en septembre 1994, il s'agit de la principale piste de cyclisme olympique du Royaume-Uni. Il a notamment accueilli les Jeux du Commonwealth en 2002 et les championnats du monde de cyclisme sur piste en 1996, 2000 et 2008.
Le vélodrome de Manchester est réputé pour sa rapidité. Au 27 mars 2008, 12 records du monde y ont été établis, dont le record du monde de l'heure de Chris Boardman en 1996. Sa piste est longue de 250 mètres, avec une pente maximale de 42 degrés. 
Il abrite le Centre national du cyclisme (National Cycling Centre), et le siège de la fédération britannique de cyclisme (British Cycling).
Le vélodrome a été fermé du 21 mai au 17 juillet 2007 afin d'installer une nouvelle piste en pin sibérien.

## Galerie

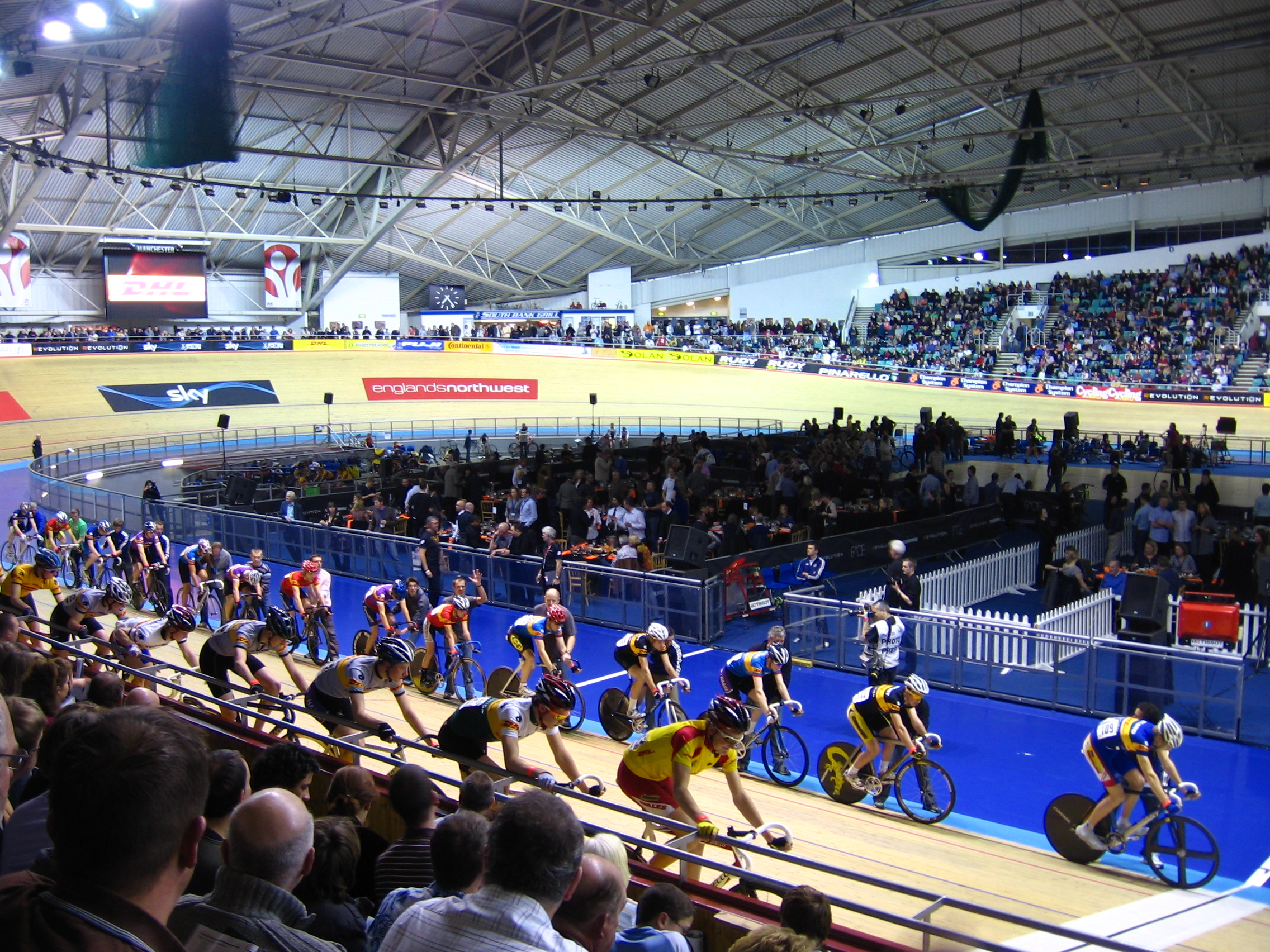
Cyclistes sur la piste du vélodrome